# Veligrad
Veligrad ali Velegrad (češko in slovaško Velehrad, slovaško redko tudi Veľhrad) je bil po čeških legendah velika rezidenca (trdnjava) sv. Metoda in kneza Svetopolka v Velikomoravski. 

## Omembe
Prva omemba moravskega sedeža Veligrada je v zelo spornem dokumentu iz leta 1141, v katerem niso omenjene niti lokacija niti povezava z Velikomoravsko niti datum nastanka. 
V virih iz obdobja Velikomoravske naselbina z imenom Veligrad ni dokumentirana in v čeških legendah do 13. stoletja sploh ni omenjena. Velikomoravski Veligrad se prvič omenja v legendi Starodavno življenje svetega Prokopija (Vita antiqua sancti Procopii F) napisani okoli leta 1300. Velikomoravski Veligrad je postal trden del češke tradicije šele v začetku 14. stoletja po zaslugi Dalimilove kronike, ki omenja veligrajskega nadškofa Metoda, ki naj bi v Veligradu krstil češkega kneza Bořivoja. Nekoliko kasneje v istem stoletju, verjetno med vladavino Karla IV., legenda Quemadmodum dokončno trdi, da je bila moravska metropolitska stolnica v Veligradu in da je bil sv. Ciril posvečen v tej stolnici. Karel IV. je znan po tem, da je na vse mogoče načine poskušal podpreti kult Cirila in Metoda. 
Veligrad je omenjen tudi v Življenju sv. Venčeslava, ki ga je napisal sam Venčeslav. Veligrad se omenja tudi v češki Kroniki Přibíka Pulkava iz Radenína, ki je bila napisana v 14. stoletju po naročilu Karla IV. V njej je prvič navedeno, da so mesto popolnoma uničili Madžari. V 15. stoletju se Veligrad omenja v besedilih Življenje svetnikov Crha in Strahote ter Granum catalogi praesulum Moraviae (Katalog moravskih žit). V naslednjih stoletjih ni nihče več dvomil o obstoju Veligrada na Moravskem. K temu je treba dodati, da je Veligrad po mnenju nekaterih novejših čeških zgodovinarjev izum moravskih cerkvenih krogov iz 13. Stoletja.
V 13. stoletju je bil ustanovljen samostan Velegrad, ki zelo verjetno ni istoveten z velikomoravskim Veligradom. Kronika Přibíka Pulkava iz Radenína kljub temu piše, da samostan Velegrad stoji na mestu nekdanje velikomoravske metropolije. Kombinacija starih izročil in lokacije samostana je pripeljala do nastanka legend o velikomoravski preteklosti kraja, kjer stoji samostan. 
Kot rečeno, osnovne kronike Velikomoravske  mesta z imenom Veligrad ne omenjajo. Legenda o sv. Metodu in grobu velikomoravskega nadškofa na primer navaja le to, da je bil "velikomoravski nadškof pokopan v metropolitanskem moravskem svetišču na levi strani v steni za oltarjem Device Marije".

## Lokacije
Sčasoma so Veligrad poistovetili s številnimi kraji v današnji vzhodni Moravski in zahodni Slovaški. Najpogosteje so ga postavili v Staré Město ali Valy pri Mikulčicah, pa tudi Hodonín, Kyjov, Znojmo, Pohansko pri Břeclavu, Veselí nad Moravo in na Slovaškem v Nitro, Devín, Trenčín in Bratislavski grad. Nekateri avtorji so Veligrad iskali tudi v Panoniji, zlasti v Blatograd, Veszprém in Székesfehérvár.
Zagovorniki teorije, da je bil Veligrad staro mesto, trdijo, vendar brez dokazov, da ko je v začetku 13. stoletja 4 km severozahodno od današnjega starega mesta (Veligrad) zrasel samostan, slednji dobil ime po tej že propadajoči trški naselbini.